# سبئية (فرقة)
السبئية هي فرقة أُسست على يد اليهودي عبد الله بن سبأ، وتقول الروايات أن السبئية يعتقدون أن عليًا لم يمت وأنه يرجع إلى الدنيا قبل يوم القيامة فيملأ الأرض عدلًا كما ملئت جورًا، وذكروا عن عبد الله بن سبأ أنه قال لعلي: أنت أنت، والسبئية يقولون بالرجعة وأن الأموات يرجعون إلى الدنيا، وكذلك يقول شاعر الشيعي إسماعيل الحميري وفي ذلك يقول: «إلى يوم يؤب الناس فيه إلى دنياهم قبل الحساب».
- ذكر العلامة سعد القمي المتوفى عام 301 هـ موقف ابن سبأ، حينما بلغه موت علي، حيث ادَّعى أنه لم يمت، وقال برجعته وغلا فيه.[3]
- وقال العلامة النوبختي والذي كان القرن الثالث الهجري: «السبئية: قالوا بإمامة على وأنها فرض من الله عز وجل، وهم أصحاب عبد الله بن سبأ، وكان ممن أظهر الطعن على أبي بكر وعمر وعثمان والصحابة وتبرأ منهم، وقال عبد الله بن سبأ: إن عليًا أمره بذلك، فأخذه علي فسأله عن قوله هذا فأقرَّ به، فأمر بقتله».[4]
- وقال الصدوق المتوفى 329 هـ صاحب كتاب من لا يحضره الفقيه: «وقال أمير المؤمنين: إذا فرغ أحدكم من الصلاة فليرفع يديه إلى السماء وينصب في الدعاء، فقال ابن سبأ: يا أمير المؤمنين أليس الله عز وجل بكل مكان؟ قال: بلى، قال: فلم يرفع يديه إلى السماء؟ فقال: أو ما تقرأ: {وَفِي السَّمَاءِ رِزْقُكُمْ وَمَا تُوعَدُونَ} [5]، فمن أين يطلب الرزق إلا موضعه؟ وموضعه -الرزق- ما وعد الله عز وجل السماء».[6]

## نشأة الفرقة
ظهر عبد الله بن سبأ واتباعه، من أيام عثمان، فكان السبب في معركة الجمل بعد ذلك، وإفشال المفاوضات بين علي بن أبي طالب وبين طلحة والزبير. كما أنه أول من أظهر الغلو في التشيع، وادعى الألوهية لعلي. فقام علي بإحراق بعض أتباعه، ثم قام بنفي ابن سبأ إلى المدائن. وبعد مقتل علي، رفض ابن سبأ الاعتراف بذلك، وادعى غيبته بعد وفاته. ونسبة إليه يسمى أتباعه بالسبئية. وبعض المصادر الأخرى تقول أن أول ظهور له في عهد علي. ينسب لابن سبأ أنه أول من غالى في علي وأضفى عليه صفات غير بشرية مما اضطر علي بن أبي طالب إلى التبرؤ منه. اختلف أصحاب المقالات والتاريخ في هوية عبد الله بن سبأ، بسبب السرية التي كان يحيط بها دعوته. وعامة المؤرخين أن ابن سبأ من صنعاء في اليمن، لكن الخلاف إن كان من حِميَر أم من همدان؟ ولأنه من أم حبشية فكثيراً ما يطلق عليه «ابن السوداء».

## إنكار وجود السبئية
```
يشكك بعض من المؤرخين الشيعة بوجود ابن سبأ، وتناول الدكتور الراحل احمد الوائلي (وهو من الشيعة الإثني عشرية)والملقب ب:(عميد المنبر) وناقش ذلك في كتابه: (هوية التشيع) وذكرها الدكتور الوائلي أكثر من مرة من على المنبر بانها شخصية -أي ابن سبأ- شخصية خرافية مُختلقة.
```

```
بالإضافة إلى أنه يتمتع بشخصية نمطية للغاية؛ فهو يهودي، وقد دخل الإسلام من نافذة خاصة لكي يهاجم الإسلام ويؤسس على مبادئ التشيّع الغالي وفي برنامجه لخلق الفرقة دخل الإسلام بضربات قاتلة. وبما أن شخصيته نمطية تماماً ويكون دوره في فترة معينة ويختفي فجأة، كل هذه الأسباب تجعل المؤرخين إما ينكرون وجوده من حيث المبدأ، أو يعتبرونها تابعة لشخصية من بین أصحاب علي التي كان هادئ یعیش حیاته الشخصیة و ثم إختفی. مثله مثل قصة برنابا، صديق يسوع الصامت و بلا دور یذکر، كُتِبَ إنجيلا فيما بعد ونسب إليه و قیل بأن هذه الحرکة کانت دعایة حربیة من جانب المسلمین ضد الکنیسة الکاثولیکیة في ما یبدو. بهذا السبب کثیر من المفکرین، یعتقدون بأن شخصیة عبدالله إبن سبا هي أصلا دعایة حربیة في تلک الفترات و عملیة تشهیر مبنية علی العداء.
```